# Tricornis tricornis
Tricornis tricornis, tên tiếng Anh: three-cornered conch, là một loài ốc biển, là động vật thân mềm chân bụng sống ở biển trong họ Strombidae, họ ốc nhảy.

## Hình ảnh

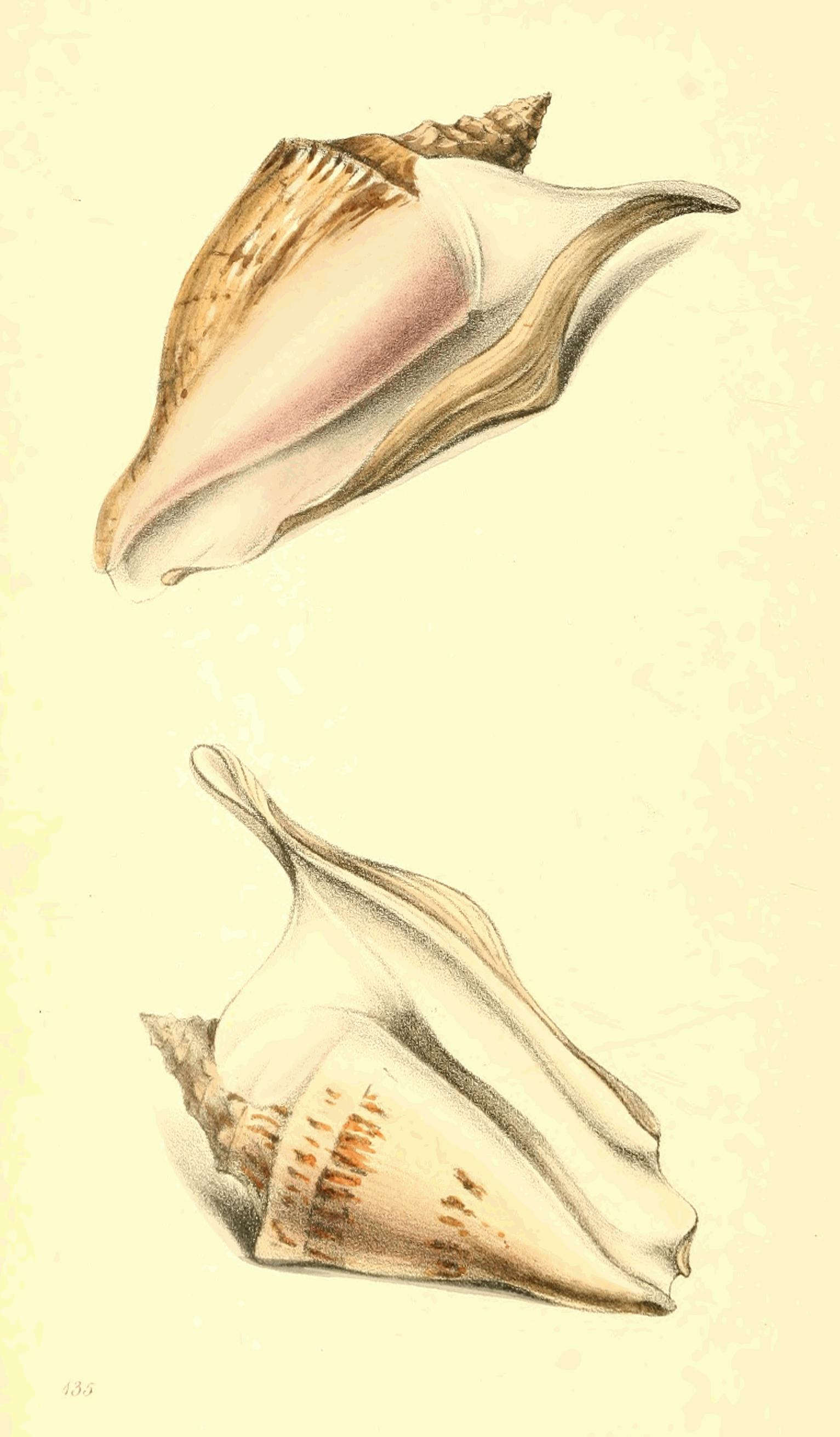